# Carangoides plagiotaenia
Carangoides plagiotaenia es una especie de peces de la familia Carangidae en el orden de los Perciformes.

## Morfología
• Los machos pueden llegar alcanzar los 50 cm de longitud total.

## Distribución geográfica
Se encuentra en las  costas del Mar Rojo, Golfo de Adén, Sri Lanka, Sudáfrica, Seychelles, Ryukyu, Indonesia, Filipinas, Australia, Papúa Nueva Guinea, Fiyi, Tonga y Islas Marshall